# Stéphanie Gicquel
Pour les articles homonymes, voir Gicquel.
Stéphanie Gicquel est une athlète française, avocate d'affaires, née à Carcassonne le 9 juillet 1982, adepte de la course d'ultrafond et championne de France des 24 heures en 2018 et en 2022, vice-championne d'Europe des 24 heures en 2022, détentrice du record de France d'athlétisme dans la discipline des 24 heures (253,58 km) et vice-championne du monde de 100 km avec l'équipe de France d'athlétisme,. En 2024, elle est élue membre de la commission des athlètes de haut niveau pour un mandat de 4 ans jusqu'aux Jeux Olympiques de 2028. Elle est également exploratrice et détient depuis 2015 le record du plus long raid à ski réalisé par une femme en Antarctique. Elle est aussi écrivaine, auteure de plusieurs livres sur ses expéditions et sur la course à pied. Figure de l'adaptation en conditions extrêmes, elle participe à des travaux avec des experts et scientifiques sur la capacité d’adaptation du corps humain aux stress environnementaux dans un contexte de réchauffement climatique, ainsi que sur l'impact du mouvement et de la nutrition sur le bien-être et la performance.

## Biographie
Stéphanie Gicquel est née à Carcassonne le 9 juillet 1982.
En 2018, elle devient championne de France aux 24 heures d'Albi (215,384 km) et termine 7e aux Mondiaux organisés l'année suivante (240,6 km). En 2022, un an après un grave accident l'ayant immobilisée pendant plusieurs semaines, elle regagne le titre de championne de France lors des 24 heures de Brive (240,028 km),, en améliorant alors le record de cette épreuve ayant notamment accueilli les championnats du monde, après avoir terminé vice-championne de France de 100 km en 2021 et 2022.
Sélectionnée en équipe de France d'athlétisme pour les Mondiaux de 100 km à Berlin (27 août 2022) et les Europe de 24 heures à Vérone (17 septembre 2022), elle devient vice-championne du monde de 100 km par équipe et vice-championne d'Europe des 24 heures en individuel et par équipe, améliorant à cette occasion le record de France (253,58 km courus en 24 heures). Elle est élue athlète du mois de septembre 2022 par la Fédération française d'athlétisme. Stéphanie Gicquel s'entraîne régulièrement à l'INSEP, où elle participe également à des programmes de recherche sur l'adaptation du corps aux stress environnementaux,,,. Elle est la première athlète française à réaliser cinq performances de niveau international sur des courses de grand fond et ultrafond au cours d'une même saison sportive (en 11 mois).
En 2015, elle réalise le record du plus long raid à ski réalisé par une femme en Antarctique, avec 2 045 km en 74 jours,. Elle est aussi la première française à avoir couru un marathon autour du pôle Nord par −30 °C. En 2018, elle gagne le Grand Raid du Morbihan, 177 km en 23 h 46 min,. Elle remporte à nouveau cet ultra-trail en 2023 en 18 h 38 min, améliorant de plus d'une heure le record féminin de l'épreuve détenu jusqu'alors par Nathalie Mauclair,,. Elle améliore aussi le record féminin des 100 kilomètres de Millau en 2023 lors de la 51e édition de cette course qu'elle remporte en 8h21 malgré la forte chaleur,,,. En 2024, elle devient la première athlète à remporter trois fois le Grand Raid du Morbihan en améliorant encore le record féminin de cet ultra-trail de 175 km en 16h33, soit plus de 10,5 km/h en moyenne.
En 2019, Stéphanie Gicquel termine troisième du World Marathon Challenge, une compétition de sept marathons sur sept jours et sur sept continents,.
En 2024, elle contribue à établir le record du monde de course à pied sur 24 heures en relais mixte (416km) en effectuant le premier relai sur la piste d'athlétisme du stade Charlety à l'invitation de la radio RMC. Elle remporte en décembre de la même année le « Désert solstice invitational track » à Phoenix aux États-Unis, course de 24h sur piste en battant le record de France ,,,.
Stéphanie Gicquel a reçu le prix Micheline-Ostermeyer, décerné par le club INSEP Alumni et récompensant un athlète ayant réussi une carrière professionnelle remarquable pendant ou après sa carrière sportive. Ce prix lui a été remis par André Giraud, président de la Fédération française d’athlétisme, en présence de Stéphane Traineau, président du club INSEP Alumni, et Anne Barrois-Chombart, directrice générale adjointe de l'INSEP, lors d’une soirée de gala au Comité national olympique et sportif Français, le 9 novembre 2022.
Le Comité Olympique de Paris lui a remis le prix de la Meilleure Sportive Parisienne en janvier 2023.
Le film La coureuse hors norme, un portrait de 23 minutes retraçant le parcours de Stéphanie Gicquel réalisé par les équipes de France TV, rassemble près de 4 millions de téléspectateurs lors de sa première diffusion sur France 2 dans l’émission 20h30 l’été présentée par Laurent Delahousse le 27 août 2023.
Stéphanie Gicquel est l'auteure des livres On naît tous aventurier (Ramsay Edigroup, mai 2018), Expédition Across Antarctica (Vilo Edigroup, préface de Nicolas Vanier, prix René Caillié des écrits de voyages de l'année 2016) et En mouvement (Ramsay, mai 2021). Elle contribue à de nombreux ouvrages, dont Dans la tête des champions (2024) de Thierry Picq et Mickaël Romezy, Engagées (2021) de Charlotte Daubet, Pour réussir, musclez votre état d'esprit (2021) de Isabelle Proust aux côtés notamment de Thierry Marx et Mercedes Erra, Savoir pour agir - Vers une autre accélération (2021) de Alexandra Corsi-Chopin, Petite, j'en rêvais déjà (2020) de Claire Le Meur, Les Pionnières (2020). Elle tient par ailleurs une chronique dans la revue sportive PANARD.
Elle intervient régulièrement dans les écoles, en entreprise et dans les médias sur le changement climatique, l’audace, la faculté d'adaptation et le dépassement de soi,, la performance individuelle et collective : « La seule limite à nos objectifs est celle que nous leur donnons,,. » Elle a récolté 10 000 € pour l'association Petits Princes qui réalise les rêves d'enfants malades,. Pendant son raid en Antarctique, elle réalise un documentaire Across Antartica produit en 2016 sur son aventure et la quête de sens.
En 2023, elle devient marraine de Move For Muco, un challenge running organisé chaque année l'association Vaincre la mucoviscidose pour faire reculer la maladie et avancer vers la guérison qui a réuni 2 378 participants et permis de collecter plus de 140 000 euros de dons en 2023 et plus de 2.500 participants pour plus de 170.000 euros de dons en 2024.

## Records personnels
Statistiques de Stéphanie Gicquel d'après la Fédération française d'athlétisme (FFA) et la Deutsche Ultramarathon-Vereinigung (DUV) :
- 800 m salle : 2 min 48 s 90 en 2018
- 3 000 m : 11 min 51 s 99 en 2019
- 5 km route : 18 min 30 s en 2022
- 10 km route : 37 min 52 s en 2024
- Semi-marathon : 1 h 24 min 44 s en 2025
- Marathon : 2 h 52 min 5 s au marathon de Copenhague en 2025[51]
- 100 km route : 8 h 1 min 0 s aux championnats de France de 100 km à Amiens en 2021
- 100 miles : 14 h 17 min 24 s à Phoenix en 2024 (NR)
- 24 heures route : 253,58 km aux championnats d'Europe des 24 h de Vérone en 2022[52] (NR)
- 24 heures piste : 249,33 km à Phoenix en 2024 (NR)